# Xylographus subopacus
Xylographus subopacus is een keversoort uit de familie houtzwamkevers (Ciidae). De wetenschappelijke naam van de soort werd in 1929 gepubliceerd door Maurice Pic.